# Domaszki
Domaszki – kolonia w Polsce, położona w województwie lubelskim, w powiecie radzyńskim, w gminie Ulan-Majorat.
Miejscowość w sołectwie „Kolonia Domaszewska”.

## Położenie
Domaszki leżą na Równinie Łukowskiej, na zachodnim zboczu dolinki strugi Samica, dopływu Bystrzycy ulańskiej, przy drodze z Kolonii Domaszewskiej przez kolonię Podświderki (część wsi Świdry) do Świdrów, drodze łączącej się z szosą Łuków–Kock naprzeciw wsi Szczygły Górne. Ta mała miejscowość wiejska znajduje się 10 km od wsi gminnej Ulan-Majorat, 20 km na północny zachód od swojego miasta powiatowego Radzyń Podlaski i 8 km na południe od miasta powiatowego Łuków, mierząc w linii prostej.

## Historia
Domaszki w wieku XIX stanowiły folwark w powiecie łukowskim, w ówczesnej gminie Ulan, parafii Łuków o rozległości 217 mórg. Folwark ten został wydzielony z dóbr Wólka Domaszewska w roku 1872.
W spisie z roku 1921 Domaszki występują jako kolonia w gminie Ulan posiadająca 7 domów i 40 mieszkańców.
W latach 1975–1998 miejscowość administracyjnie należała do województwa bialskopodlaskiego.